# Granada
 Ovo je glavno značenje pojma Granada. Za druga značenja pogledajte Granada (razdvojba).
Granada je grad i središte istoimene provincije u španjolskoj autonomnoj zajednici Andaluziji. Smješten je na brežuljcima u podnožju Sierre Nevade, na slivu triju rijeka, Beiro, Darro i Genil, udaljen samo sat vremena vožnje od obale Sredozemnog mora. Grad je po broju stanovnika šireg gradskog područja (472.638 2005. god.) na 13. mjestu u Španjolskoj, ali 3,3% stanovnika, većinom iz Južne Amerike, još uvijek nemaju španjolsko državljanstvo. 
Granada je poznata po umjetničkim djelima, poput maurske palače Alhambre i Almohadijskim ulicama u četvrti Albaicín, te dragocjenim povijesnim svjedočanstvima. 
Sveučilište u Granadi se smatra prestižnom obrazovnom ustanovom, a noćni život je također na dobrom glasu.
Grad je dobio ime po mogranju (španjolski: granada) koji se također nalazi na gradskom grbu i zastavi.

## Povijest
Zahvaljujući povoljnom obrambenom položaju okruženom planinama, ali i plodnoj zemlji, ovo mjesto je oduvijek privlačilo. Feničani su oko 500. pr. Kr. osnovali jedno od svojih kolonijalnih naselja pod imenom Iliberra. Nakon što su Iberijski poluotok osvojili Rimljani, grad Illiberis je postao dijlom rimske provincije Hispanija. Padom Zapadnog Rimskog Carstva, gradom su najprije zavladali Vandali, da bi nekoliko desetljeća nakon njihove propasti (534.) grad priznavao vlast Bizanta, dok nije postao dijelom Vizigotskog Kraljevstva početkom 7. st.
God. 711., grad su osvojili Mauri koji je nazivaju Ilbīra, a 756. god. administrativnim središtem cijele Al-Andalus postaje novo naselje, 10 km od postojećeg, pod imenom Madinat Ilbīra. Grad je pod novim imenom, Qal'at Garnata (arapski: قلعة غرناطة, u značenju "Crveni dvorac"), u srednjem vijeku doživio gospodarski procvat kao središte proizvodnje i trgovine svilom, ali i kao kulturno i znanstveno središte arapskog svijeta na zapadu. Zahvaljujući mirnim suživotom mnogih različitih kultura i vjera, srednjovjekovna Granada je postala primjerom multikulturalnog društva kojemu se teži danas.
Nakon pada Kordopskog Kalifata 1012. god., Berberski vođa, Zawi Ziri ibn, čini grad središtem pokrajine i prijestolnicom dinastije Ziri koji vladaju gradom sljedećih 80 godina. Padom Almoravida, Almohadi postaju vladari Andaluzije, a grad prijestolnicom emirata Granada do 1238. god. kada ih zamjenjuju Nasridi koji vladaju sultanatom Andaluzija do 1492. god.
Dana 2. siječnja 1492. god., posljednji nasridski sultan, Muhamed XII. Boabdil predaje grad kralju Ferdinandu II. Aragonskom i kraljici Izabeli I. Kastiljskoj, čime završava Rekonkvista i započinje vrijeme katoličkih kraljeva (Reyes Católicos). Jedno poglavlje "Sporazuma o predaji" jamčilo je svim muslimanima siguran prolaz u Sjevernu Afriku (današnji Maroko).
Iste godine je osnovana biskupija, a 1499. god. nadbiskup Toleda, Jiménez de Cisneros, je na gradskom trgu u Granadi javno dao spaliti sve islamske teološke, filozofske, znanstvene, pa čak i kartografske knjige. Nakon toga uslijedio je jednodnevni pogrom svog nekršćanskog življa, pogotovo Židova koji su stoljećima živjeli u gradu.
Nakon neuspješne bune preostalog muslimanskog stanovništva (španjolski: Moriscos, tj. mali Mauri) protiv španjolske vlasti, od 1569. do 1571. god., svi su nasilno protjerani s Iberijskog poluotoka u Afriku od 1609. do 1611. god. Mnogi su naselili Tunis i Alžir, te nadalje oblikovali kulturu ovih država.
Sveučilište u Granadi je izgrađeno od 1526. do 1531. god. i postalo je glavnim gospodarstvom grada sve do 20. st. Tek nakon pada Francove diktature, Granada postaje važnim turističkim mjestom.
Danas u Granadi živi oko 15.000 muslimana od kojih su oko 1.000-1.500 španjolski preobraćenici.

## Znamenitosti
Budući da je neko vrijeme bila glavni grad muslimanske Španjolske, u njoj se nalaze brojni spomenici arapske umjetnosti iz 13. stoljeća, među kojima je i 
UNESCO-ova svjetska baština u Granadi:
- Alhambra, džamija i palača
- Generalife, palača
- Albayzín ili Albaicín, stara arapska četvrt s kućama većinom iz 16. st.

- Alhambra
- Pogled na Lavlje dvorište u Alhambri
- El Albalcin
- Generalife

Ostale znamenitosti Granade su:
- Medresa u Granadi, prvo nasridsko sveučilište iz 1349. god.
- Gotička Kraljevska kapela u Granadi (Capilla Real) s početka 16. st. koja je mauzolej kršćanskih vladara Španjolske
- Renesansna palača Karla V. u Granadi unutar zidina Alhambre iz 16. st.
- Katedrala Bezgrašnog Začeća počela se graditi 1528. godine prema projektima Diega de Siloe. To je tradicionalna peterobrodna građevina sa stubovima koji su gotički po proporciji, ali klasični po detaljima i s gotičkim ukrasima na svodovima. Na istočnom kraju Siloe je dodao visoku rotundu, direktno oponašajući Crkvu Svetog Groba u Jeruzalemu. Graditeljima 16. stoljeća oponašanje nije značilo obvezu da kopiraju stil uzora, nego samo njegova bitna obilježja, u ovom slučaju visok kružni oblik i broj stubova koji podupiru kupolu.[2]
- Palača Castril iz 16. st. u kojoj je danas Arheološki muzej Granade
- Barokni Kartuzijanski samostan iz 17. st.
- Opatija Sacromonte iz 17. st.
- Staro jezuitsko sveučilište iz 17. st.
- Park Federico García Lorca

- Unutrašnjost katedrale
- Unutrašnjost Katedrale u Granadi; slika prikazuje svetohranište.
- Kružni atrij Palače Karla V.
- Katedrala u Granadi
- Medresa u Granadi, barokna fasada

## Sport
U Granadi djeluju tri nogometna kluba:
- Granada CF, koji igra u Primeri
- Granada 74, koji igra u ligi Tercera División
- Granada Atlético, koji igra u ligi Tercera División

Košarkaški klub CB Granada igra u Liga ACB.
Na skijalištu Sierra Nevada Ski Resort, u blizini Granade, je održano Svjetsko prvenstvo u alpskom skijanju 1996. godine.

## Slavni stanovnici
| - Luis de Granada (1504. – 1588.), Dominikanac i asketski pisac - Francisco Suárez (1548. – 1617.), teolog i filozof - Alonso Cano (1601. – 1667.), slikar, kipar i arhitekt - Pedro de Mena Medrano y (1628. – 1688.), kipar - Eugenie de Montijo (1826-1920), carica Francuske - Federico García Lorca (1898-1936), pisac | - Francisco Ayala (1906. – 2009.), pisac i sociolog - Enrique Morente (rođen 1942.), flamenco pjevač i skladatelj - María Jose Rienda Contreras (rođen 1975.), alpski skijaš - Francisco José Ruiz Lara (rođena 1977.), biciklist - Juan Miguel Mercado (rođena 1978.), biciklist - Adolfo Garcia Quesada (rođen 1979.), biciklist |

## Prijateljski gradovi
Granada je zbratimljena sa sljedećim gradovima:
| - Aix-en-Provence, Francuska - Freiburg im Breisgau, Njemačka - Coral Gables, SAD - Belo Horizonte, Brazil | - Marakeš, Maroko - Sharjah, Ujedinjeni Arapski Emirati - Tetuán, Maroko - Tlemcen, Alžir |

## Promet
Najbliža zračna luka je Federico García Lorca Airport.